# John Keith Jackson
John Keith Jackson (Hammersmith, Inglaterra; 5 de septiembre de 1942-29 de diciembre de 2022) fue un futbolista británico que jugaba en la posición de guardameta.

## Carrera

### Club
| Periodo   | Club                       |
| --------- | -------------------------- |
| 1964–1973 | Crystal Palace FC          |
| 1973–1979 | Leyton Orient FC           |
| 1977      | → St. Louis Stars (cedido) |
| 1978      | → California Surf (cedido) |
| 1979–1981 | Millwall FC                |
| 1981–1982 | Ipswich Town FC            |
| 1982–1983 | Hereford United FC         |

## Tras el retiro
Al retirarse en 1983, Jackson tuvo varios empleos como trabajador en una revista de golf, vendedor de equipo de golf, luego fue entrenador de porteros del Brighton & Hove Albion F.C.; y de último fue courier en el consejo del distrito de Lewes.
Jackson murió el 29 de diciembre de 2022 a los 80 años.